# Mikio Aoki
Pour les articles homonymes, voir Aoki.
Mikio Aoki (青木 幹雄, Aoki Mikio), né le 8 juin 1934 à Taisha et mort le 11 juin 2023 à Kawasaki, est un homme politique japonais, membre du Parti libéral-démocrate (PLD). Conseiller du Japon de 1986 à 2010, il a été secrétaire général du Cabinet de 1999 à 2000 et brièvement Premier ministre par intérim en avril 2000 après que le titulaire, Keizō Obuchi, est tombé dans le coma. Il préside en outre le groupe PLD à la Chambre des conseillers de 2004 à 2007.

## Jeunesse et débuts en politique
Mikio Aoki est né le 8 juin 1934 à Taisha, aujourd'hui Izumo, dans la préfecture de Shimane, dans une famille de pêcheurs aisés. Après avoir achevé ses études secondaires au lycée préfectoral de Taisha, il s'inscrit à la faculté de droit de l'université Waseda à Tokyo. Il y rejoint le club d'éloquence (雄弁会, yūben-kai), dont il devient le secrétaire et où il rencontre Yoshirō Mori et Noboru Takeshita,.
Lors des élections législatives de 1958, il intègre l'équipe de campagne de Takeshita, qui se présente dans la circonscription de Shimane sous l'étiquette du Parti libéral-démocrate (PLD), en tant que bénévole. Après que Takeshita a été élu, Aoki devient son secrétaire et abandonne ses études de droit,.
En 1961, Aoki est élu membre de l'Assemblée préfectorale de Shimane. Il en est le vice-président de 1983 à 1984. À la demande de Takeshita, il se présente aux élections de la Chambre des conseillers de 1986 (ja) dans la circonscription de Shimane et remporte le scrutin,.

## Membre de la Diète
À la Diète, Aoki rejoint la faction de Takeshita, la Keiseikai (経世会), en 1987. Il occupe le poste de secrétaire parlementaire du ministère des Finances de 1991 à 1992 et celui de président de la commission de l'agriculture, des forêts et de la pêche de la Chambre des conseillers de 1994 à 1995.
À la suite des élections de la Chambre des conseillers de 1998 (ja), Keizō Obuchi, chef de la Keiseikai, est élu Premier ministre et Aoki obtient le poste de secrétaire général du groupe PLD à la Chambre des conseillers. En octobre 1999, il entre au gouvernement en tant que secrétaire général du Cabinet et directeur de l'Agence de développement d'Okinawa.

### Premier ministre par intérim
Le 1er avril 2000, Obuchi est victime d'un accident vasculaire cérébral et tombe dans le coma. Aoki prend le relai en tant que Premier ministre par intérim. Lorsqu'il est devenu clair qu'Obuchi ne reprendrait pas connaissance, Aoki et les principaux dirigeants du PLD de l'époque, Hiromu Nonaka (ja), Shizuka Kamei, Yoshirō Mori et Masakuni Murakami (ja), se réunissent pour choisir un nouveau chef de gouvernement et se mettent d'accord sur Mori, alors secrétaire général du PLD. Leur choix est approuvé par le congrès du parti et Mori est investi le 5 avril,. 
Aoki conserve dans un premier temps son poste de secrétaire général du Cabinet dans le gouvernement Mori I mais, à la suite du remaniement de juillet 2000, il quitte le gouvernement.

### Parrain de la Chambre des conseillers
Au début des années 2000, la Keiseikai, entre-temps renommée Heisei Kenkyūkai (平成研究会), est dirigée par l'ancien Premier ministre Ryūtarō Hashimoto. Aoki et Nonaka comptent parmi ses membres les plus influents. Lorsque Jun'ichirō Koizumi succède à Mori en 2001, Aoki, contrairement à Nonaka, adopte une attitude conciliante avec le chef du gouvernement. À l'approche de l'élection du président du PLD en 2003, Nonaka soutient Takao Fujii (ja) tandis qu'Aoki apporte son appui à Koizumi. La faction se divise en deux lors du vote et Koizumi est réélu.
À la suite des élections de la Chambre des conseillers de 2004 (ja), qui ont lieu en juillet, Aoki est promu président du groupe PLD à la Chambre des conseillers. Il bénéficie de la confiance de Koizumi qui le consulte notamment au sujet des nominations de membres de la chambre haute au gouvernement. Aoki gagne à cette époque le surnom de « parrain de la Chambre des conseillers ». Cependant, après des résultats décevants pour le PLD aux élections de la Chambre des conseillers de 2007 (ja), Aoki renonce à la présidence du groupe.
Bien qu'il souhaite se représenter aux élections de la Chambre des conseillers de 2010 (ja), des problèmes de santé l'en empêchent et son fils Kazuhiko Aoki (ja) se porte candidat à sa place,.

## Retraite
Aoki demeure néanmoins influent au sein de la Chambre des conseillers et de la Heisei Kenkyūkai. Lors de l'élection du président du PLD en 2018, il apporte son soutien à Shigeru Ishiba contre le président sortant et Premier ministre Shinzō Abe, et demande à son ancienne faction de faire de même. Cependant, Toshimitsu Motegi et Katsunobu Katō rallient leurs collègues à la candidature d'Abe, qui l'emporte.
Entre 2021 et 2022, Aoki et Yoshirō Mori ont dîné à plusieurs reprises avec le Premier ministre Fumio Kishida, qui les aurait consultés sur des questions de personnel.
Aoki meurt le 11 juin 2023, trois jours seulement après son 89e anniversaire.

## Résultats électoraux

### Élections de la Chambre des conseillers
| Année | Parti   | Parti | Circonscription | Voix    | %     | Rang | Issue |
| ----- | ------- | ----- | --------------- | ------- | ----- | ---- | ----- |
| 1986  |         | PLD   | Shimane         | 289 294 | 61,53 | 1er  | Élu   |
| 1992  | 245 754 | PLD   | Shimane         | 57,72   |       | 1er  | Élu   |
| 1998  | 212 498 | PLD   | Shimane         | 49,87   |       | 1er  | Élu   |
| 2004  | 254 704 | PLD   | Shimane         | 62,13   |       | 1er  | Élu   |